# Список подсудимых процесса над «семёновцами»

Судебный процесс (26—30 августа 1946 года).
Первый ряд: Г. М. Семёнов, К. В. Родзаевский,
А. П. Бакшеев, Л. Ф. Власьевский.
Второй ряд: Б. Н. Шепунов, Л. П. Охотин, И. А. Михайлов

В списке в алфавитном порядке представлены лица, в отношении которых с 26 по 30 августа 1946 года проводилось судебное следствие в Военной коллегии Верховного суда СССР под председательством В. В. Ульриха, в Москве.
В СССР официально назывался «процессом над руководителями антисоветских белогвардейских организаций и агентами японской разведки». Подсудимыми по делу являлись руководители и участники белоэмигрантских организаций во главе с атаманом Семёновым, которых государственный обвинитель (заместитель Генерального прокурора СССР А. П. Вавилов) назвал «семёновцами». На самом деле таковыми являлись только трое: сам атаман Семёнов и двое его сподвижников (Л. Ф. Власьевский и А. П. Бакшеев). Всего перед судом предстало 8 человек.

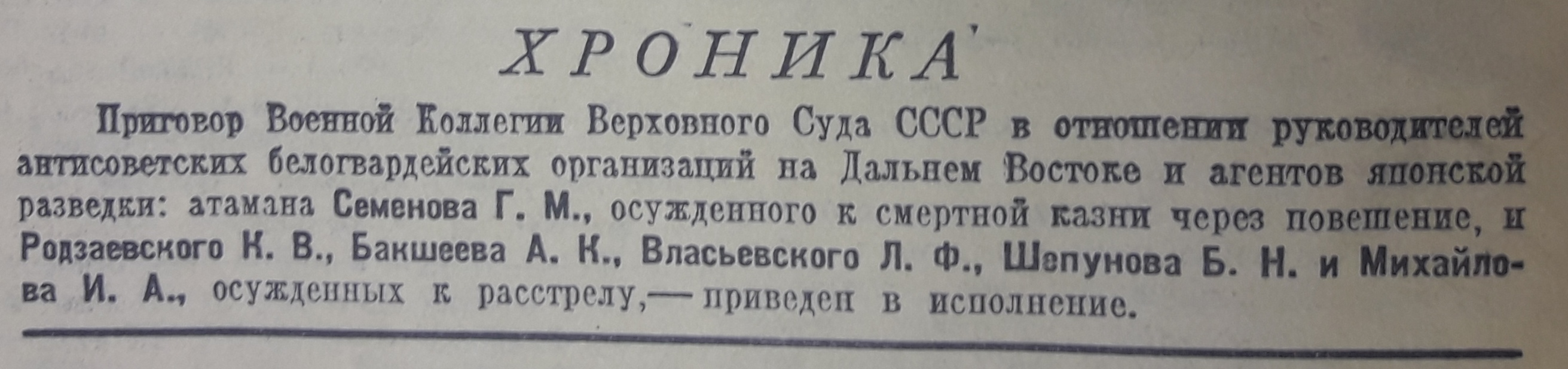
Сообщение в газете «Правда»
от 31.08.1946

## Обвинения
Подсудимым были предъявлены обвинения по следующим пунктам:
1. Оказание каким бы то ни было способом помощи той части международной буржуазии, которая, не признавая равноправия коммунистической системы, приходящей на смену капиталистической системе, стремится к её свержению, а равно находящимися под влиянием или непосредственно организованным этой буржуазией общественным группам и организациям, в осуществлении враждебной против СССР деятельности (ст. 58-4 УК РСФСР)
2. Шпионаж, то есть передача, похищение или собирание с целью передачи сведений, являющихся по своему содержанию специально охраняемой государственной тайной, иностранным государствам, контрреволюционным организациям или частным лицам (ст. 58-6 ч. 1 УК РСФСР)
3. Совершение террористических актов, направленных против представителей советской власти или деятелей революционных и рабочих партий, крестьянских организаций, и участие в выполнении террористических актов, хотя бы и лицами, не принадлежащими к контрреволюционным организациям (ст. 58-8 УК РСФСР)
4. Разрушение или повреждение с контрреволюционной целью взрывом, поджогом или другими целями железной дороги или иных путей сообщений, связи, водопровода, общественных складов и иных сооружений, или государственного и общественного имущества (ст. 58-9 УК РСФСР)
5. Антисоветская агитация и пропаганда (ст. 58-10 ч. 2 УК РСФСР)
6. Всякого рода организационная деятельность, направленная к подготовке или совершению предусмотренных в настоящей главе[4] преступлений, а равно участие в организации, образованной для подготовки или совершения одного из преступлений, предусмотренных настоящей главой[4] (ст. 58-11 УК РСФСР)

Кроме того, в отношении атамана Семёнова был применён Указ Президиума Верховного Совета СССР от 19 апреля 1943 «О мерах наказания для немецко-фашистских злодеев, виновных в убийствах и истязаниях советского гражданского населения и пленных красноармейцев, для шпионов, изменников родины из числа советских граждан и для их пособников».
Государственное обвинение (помимо Вавилова) поддерживал Кульчицкий П. А. Защиту обвиняемых осуществляли четверо московских адвокатов: Казначеев С. К. (защищал Семёнова и Бакшеева), Белов Н. П. (защищал Родзаевского и Охотина), Чижов К. Д. (защищал Власьевского и Шепунова), Сидоренко Н. Т. (защищал Михайлова и Ухтомского).
Процесс широко освещался в газетах «Правда» (номера 204, 205 и 206 за 28, 29 и 30 августа 1946 года) и «Известия» (номера 202, 203, 204 и 205 за 27, 28, 29 и 30 августа 1946 года), которые в номерах за 31 августа 1946 года сообщили о приведении смертных приговоров в исполнение (газета «Правда» № 207, газета «Известия» № 206).
По итогам судебных разбирательств один подсудимый был приговорён к смертной казни через повешение, пять подсудимых были приговорены к высшей мере наказания — расстрелу с конфискацией имущества, два к различным срокам каторжных работ. 30 августа приговор над всеми приговорёнными в смертной казни был приведён в исполнение во внутренней тюрьме на Лубянке.
В 1990-х годах были предприняты попытки реабилитации подсудимых по данному процессу, но все они были лишь частично реабилитированы (по обвинению в антисоветской агитации и пропаганде: ст. 58-10 ч. 2 УК РСФСР) Военной коллегией Верховного Суда Российской Федерации. В остальной части в реабилитации было отказано.

## Условные обозначения в таблице
- Серым цветом в таблице выделены лица, казнённые по приговору суда через повешение.
- Бежевым цветом в таблице выделены лица, казнённые по приговору суда через расстрел.
- Белым цветом в таблице выделены лица, избежавшие казни.
- В — персоналия признана виновной, согласно данному пункту предъявленного обвинения.
- Р — персоналия реабилитирована, по данному пункту предъявленного обвинения.
- ОНП — персоналии, согласно данного пункта, обвинения не предъявлялось.

## Список подсудимых процесса над «семёновцами»
| Полное имя                            | Портрет                                   | Род занятий                                            | Признание вины по пунктам обвинения | Признание вины по пунктам обвинения | Признание вины по пунктам обвинения | Признание вины по пунктам обвинения | Признание вины по пунктам обвинения | Признание вины по пунктам обвинения | Приговор суда и последующая судьба |
| Полное имя                            | Портрет                                   | Род занятий                                            | 1                                   | 2                                   | 3                                   | 4                                   | 5                                   | 6                                   | Приговор суда и последующая судьба |
| ------------------------------------- | ----------------------------------------- | ------------------------------------------------------ | ----------------------------------- | ----------------------------------- | ----------------------------------- | ----------------------------------- | ----------------------------------- | ----------------------------------- | --- |
| Алексей Проклович Бакшеев             | (12 (24) марта 1873 — 30 августа 1946)    | генерал-лейтенант Белой армии.                         | В                                   | В                                   | В                                   | В                                   | В/Р                                 | В                                   | Признан виновным по всем пунктам обвинения, расстрелян 30 августа 1946 года. 26 марта 1998 года Военная коллегия Верховного Суда РФ пересмотрела уголовное дело в отношении Бакшеева. По статье 58-10 ч. 2 (антисоветская агитация и пропаганда) УК РСФСР дело в отношении него было прекращено за отсутствием состава преступления, в остальной части приговор оставлен без изменения, а подсудимые признаны не подлежащими реабилитации. |
| Лев Филиппович Власьевский            | (19 января 1884 — 30 августа 1946)        | генерал-лейтенант Белой армии.                         | В                                   | В                                   | В                                   | В                                   | В/Р                                 | В                                   | Признан виновным по всем пунктам обвинения, расстрелян 30 августа 1946 года. 26 марта 1998 года Военная коллегия Верховного Суда РФ пересмотрела уголовное дело в отношении Власьевского. По статье 58-10 ч. 2 (антисоветская агитация и пропаганда) УК РСФСР дело в отношении него было прекращено за отсутствием состава преступления, в остальной части приговор оставлен без изменения, а подсудимые признаны не подлежащими реабилитации. |
| Иван Адрианович Михайлов              | (1891 — 30 августа 1946)                  | Министр финансов правительства А. В. Колчака           | В                                   | В                                   | В                                   | В                                   | В/Р                                 | В                                   | Признан виновным по всем пунктам обвинения, расстрелян 30 августа 1946 года. 26 марта 1998 года Военная коллегия Верховного Суда РФ пересмотрела уголовное дело в отношении Михайлова. По статье 58-10 ч. 2 (антисоветская агитация и пропаганда) УК РСФСР дело в отношении него было прекращено за отсутствием состава преступления, в остальной части приговор оставлен без изменения, а подсудимые признаны не подлежащими реабилитации. |
| Лев Павлович Охотин                   | (1911 — 1948)                             | Член Верховного Совета Всероссийской фашистской партии | В                                   | В                                   | В                                   | В                                   | В/Р                                 | В                                   | Признан виновным по всем пунктам обвинения. Приговорён «учитывая их сравнительно меньшую роль в антисоветской деятельности» на основании постановления Президиума Верховного Совета СССР от 31 июля 1943 года к 15 годам каторжных работ. Умер на лесоповале в Хабаровском крае в 1948 году, отбыв там 2 года из 15. 26 марта 1998 года Военная коллегия Верховного Суда РФ пересмотрела уголовное дело в отношении Охотина. По статье 58-10 ч. 2 (антисоветская агитация и пропаганда) УК РСФСР дело в отношении него было прекращено за отсутствием состава преступления, в остальной части приговор оставлен без изменения, а подсудимые признаны не подлежащими реабилитации. |
| Константин Владимирович Родзаевский   | (11 августа 1907 — 30 августа 1946)       | Глава Всероссийской фашистской партии.                 | В                                   | В                                   | В                                   | В                                   | В/Р                                 | В                                   | Признан виновным по всем пунктам обвинения, расстрелян 30 августа 1946 года. 26 марта 1998 года Военная коллегия Верховного Суда РФ пересмотрела уголовное дело в отношении Родзаевского. По статье 58-10 ч. 2 (антисоветская агитация и пропаганда) УК РСФСР дело в отношении него было прекращено за отсутствием состава преступления, в остальной части приговор оставлен без изменения, а подсудимые признаны не подлежащими реабилитации. |
| Григорий Михайлович Семёнов           | (13 (25) сентября 1890 — 30 августа 1946) | казачий атаман, генерал-лейтенант Белой армии.         | В                                   | В                                   | В                                   | В                                   | В/Р                                 | В                                   | Признан виновным по всем пунктам обвинения, повешен 30 августа 1946 года, на основании Указа Президиума Верховного Совета СССР от 19 апреля 1943 года. 4 апреля 1994 года Военная коллегия Верховного Суда РФ пересмотрела уголовное дело в отношении Семёнова. По статье 58-10 ч. 2 (антисоветская агитация и пропаганда) УК РСФСР дело в отношении него было прекращено за отсутствием состава преступления, в остальной части приговор оставлен без изменения, а подсудимые признаны не подлежащими реабилитации. |
| Князь Николай Александрович Ухтомский | (1895 — 18 августа 1953)                  | Журналист                                              | В                                   | В                                   | ОНП                                 | ОНП                                 | В/Р                                 | В                                   | Признан виновным по всем пунктам предъявленного ему обвинения. Приговорён «учитывая их сравнительно меньшую роль в антисоветской деятельности» на основании постановления Президиума Верховного Совета СССР от 31 июля 1943 года к 20 годам каторжных работ. Умер в лагере («Речлаг») под Воркутой. 26 марта 1998 года Военная коллегия Верховного Суда РФ пересмотрела уголовное дело в отношении Ухтомского. По статье 58-10 ч. 2 (антисоветская агитация и пропаганда) УК РСФСР дело в отношении него было прекращено за отсутствием состава преступления, в остальной части приговор оставлен без изменения, а подсудимые признаны не подлежащими реабилитации.               |
| Борис Николаевич Шепунов              | (1897 — 30 августа 1946)                  | Офицер Белой армии.                                    | В                                   | В                                   | В                                   | В                                   | В/Р                                 | В                                   | Признан виновным по всем пунктам обвинения, расстрелян 30 августа 1946 года. 26 марта 1998 года Военная коллегия Верховного Суда РФ пересмотрела уголовное дело в отношении Шепунова. По статье 58-10 ч. 2 (антисоветская агитация и пропаганда) УК РСФСР дело в отношении него было прекращено за отсутствием состава преступления, в остальной части приговор оставлен без изменения, а подсудимые признаны не подлежащими реабилитации. |